# Exploitation aurifère au Brésil

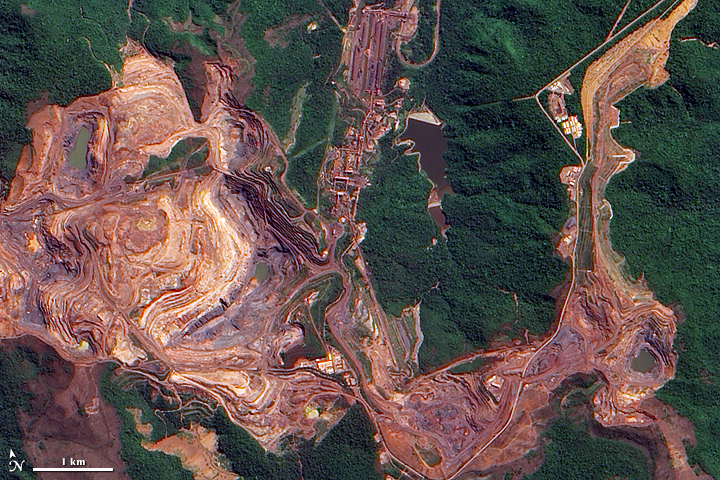
La mine des Carajás vue d'avion.

L'exploitation de l'or au Brésil remonte à la fin du XVIIe siècle. Il connaît une période très intense au XVIIIe siècle, marquée par une ruée vers l'or qui implique un très fort recours à l'esclavage, mais aussi par un enrichissement très rapide de la couronne portugaise.
Au XXe siècle, l'exploitation de l'or brésilien se poursuit, le pays acquérant même le premier rang mondial en 1980 à la faveur de l'épuisement des gisements sud-africains, avant de diminuer de manière continuelle.
L'enchérissement de l'or au cours des années 2010 puis 2020 conduit les autorités brésiliennes, notamment la banque centrale, mais aussi les gouvernements de Dilma Rousseff puis de Jair Bolsonaro, à acheter de l'or et à favoriser son extraction au Brésil, y compris dans des terres jusque-là protégées, particulièrement en Amazonie.
L'extraction aurifère pose de nombreux problèmes, d'une part de pollution, d'autre part de déforestation et de maltraitance des populations autochotones.

## Histoire

### Découverte et exploitation à l'époque coloniale

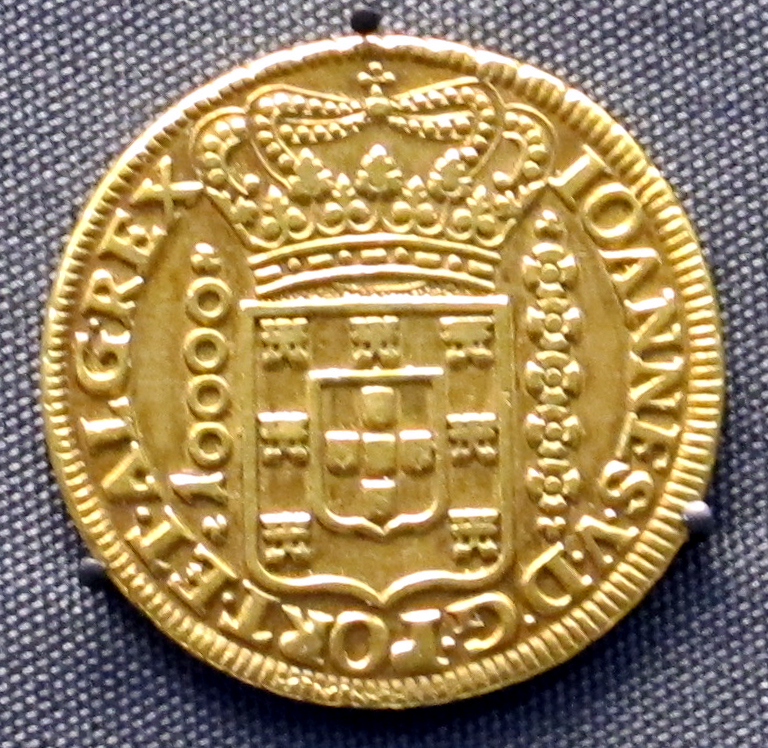
Pièce d'or portugaise du XVIIIe siècle fondue avec de l'or du Minas Gerais.

La découverte de l'or brésilien eut lieu lors de la dernière décennie du XVIIe siècle. Cette découverte est notamment mentionnée en 1699 dans la Gazette de Leyde. Elle entraîne rapidement une ruée vers l'or, en particulier en direction de Cuiabá, au point de vider de leurs hommes les plantations de sucre et de tabac, certains maîtres emmenant avec eux tous leurs esclaves. La ruée ne se limite pas au seul Brésil : tant de Portugais s'embarquent pour l'outre-mer qu'un décret doit être pris en 1720 pour limiter ces départs,. De nombreux esclaves sont également amenés d'Afrique noire pour travailler à l'extraction aurifère brésilienne,.
Cette extraction profite notamment aux souverains portugais de l'Empire colonial, qui prélèvent le quint, soit un cinquième du produit de l'extraction. Dans l'historiographie traditionnelle, l'or brésilien est vu par de nombreux historiens comme la principale cause de la hausse de prix et de la reprise économique à partir de 1730.
La comparaison de ces gazettes avec les autres sources disponibles permettent aux historiens de rétablir des faits déformés lors de la publication. Ainsi, la mesure oitava a parfois été traduite par « once » alors qu'il s'agit d'un huitième d'once.
Néanmoins, les quantités extraites et transportées en Europe sont très importantes. Les seules quantités officiellement débarquées font état d'un minimum de dix tonnes annuelles des années 1710 à 1760,.

### AuxXIXeetXXesiècles
En 1980, le Brésil est le premier producteur mondial d'or, mais régresse de manière continue durant trente ans jusqu'à se retrouver au treizième rang mondial en 2010 avec 62 tonnes extraites dans l'année

### La ruée vers l'or amazonien auXXIesiècle
À partir de 2012, la Banque centrale du Brésil cherche à augmenter ses réserves en or. En l'espace de deux ans, entre août 2012 et juin 2014, elle achète près de trente-cinq tonnes d’or, ce qui fait presque doubler son stock, afin de garantir le réal par un étalon-or. En 2021, cette quantité est à nouveau doublée pour atteindre près de cent trente tonnes, à la suite de la pandémie de Covid-19, qui accroît encore la valeur refuge de l'or[réf. nécessaire].
Cet intérêt va de pair avec la découverte de nouveaux gisements, présentés comme riches, notamment à de grandes profondeurs. Ainsi, en novembre 2011, des élus écologistes découvrent un accord visant à réduire de quarante pour cent la superficie du Parc national de la Serra da Canastra (en), afin d'y ouvrir des mines ; l'envolée des cours aurifères à partir de 2008 incite les autorités brésiliennes à autoriser de nouvelles concessions. En 2011, 2 819 mines industrielles sont autorisées et 1 270 nouvelles autorisations sont accordées, le but étant d'arriver pour le Brésil à produire plus de cinq cents tonnes annuelles du minerai.
Une des autres sources d'approvisionnement en or du Brésil est la Guyane, dans laquelle l'orpaillage, majoritairement illégal, produit un minerai qui passe ensuite la frontière en toute impunité avant d'être revendu côté brésilien, prétendument « en provenance d'Oiapoque », ville frontalière brésilienne où l'orpaillage n'est pas pratiqué. L'accord franco-brésilien censé règlementer ces pratiques n'est ni ratifié ni suivi d'effets notables,.
À la fin de l'année 2021, une importante flottille d'embarcations remontent le Rio Madeira. Les observateurs estiment que cette flottille de trois cents à six cents bateaux transporte jusqu'à deux mille garimpeiros, c'est-à-dire orpailleurs clandestins, qui bénéficieraient d'une forme d'impunité garantie par le gouvernement Bolsonaro.

## Aspects sociaux et écologiques

### Déforestation et menaces sur les autochtones
Les populations amérindiennes d'Amazonie sont souvent les principales victimes de l'exploitation aurifère. Les garimpeiros les considèrent généralement soit comme un simple nuisance pour leur activité, soit comme une menace. Leur attitude envers les Indiens peut aller jusqu'au massacre, comme c'est le cas en juin 1993 avec les Yanomami, tués lors du massacre de Haximu.